# Нордбергюм
Нордбергюм (нід. Noordbergum, фриз. Noardburgum) — село в нідерландській провінції Фрисландія. Входить до муніципалітету Тіцьєркстерадел.
Його площа становить 8,08 км², а населення станом на 2021 рік складало 2 305 осіб.
Перша згадка про населений пункт датується 1718 роком.

## Галерея

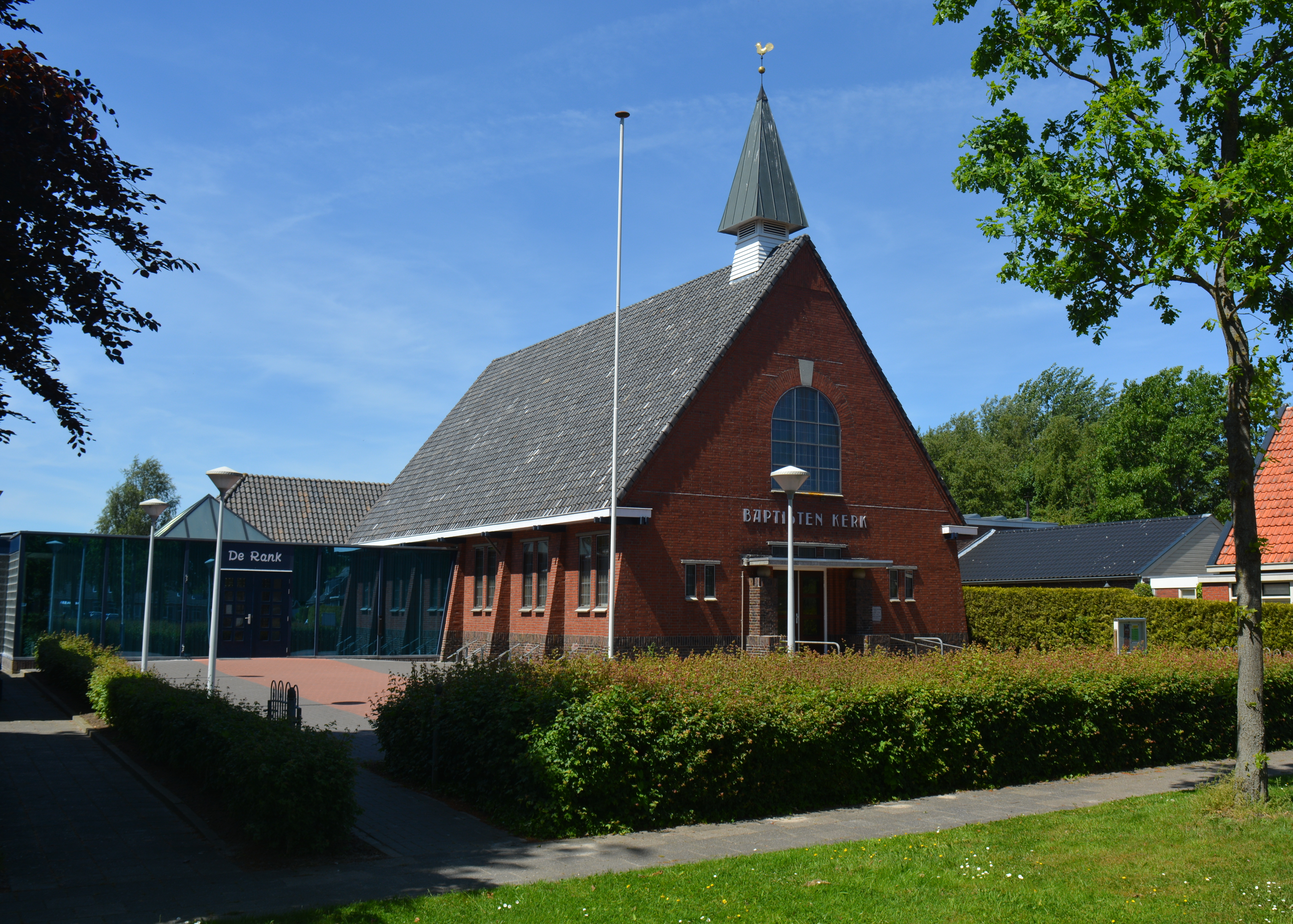
Менонітська церква
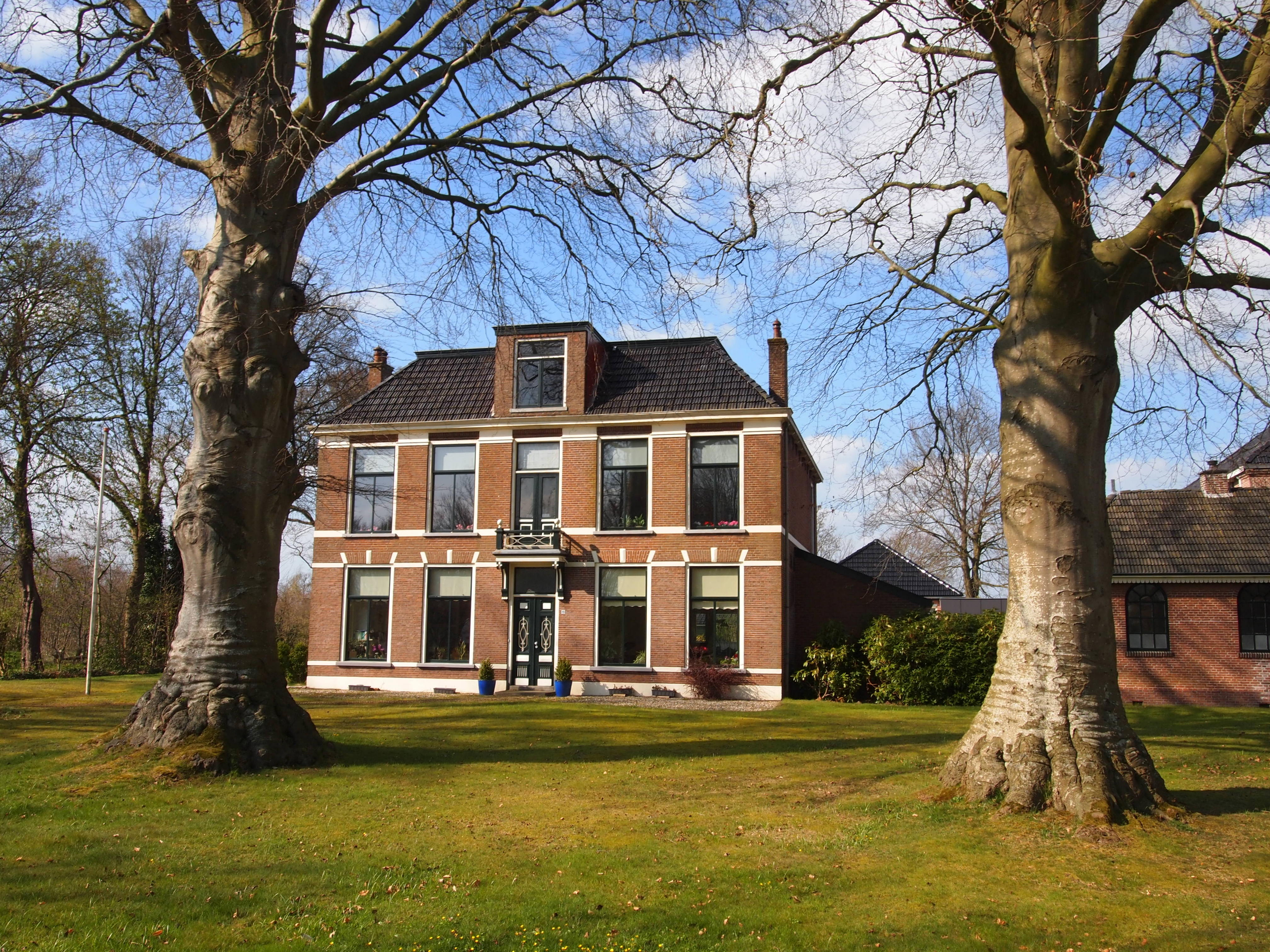
Будинок почту
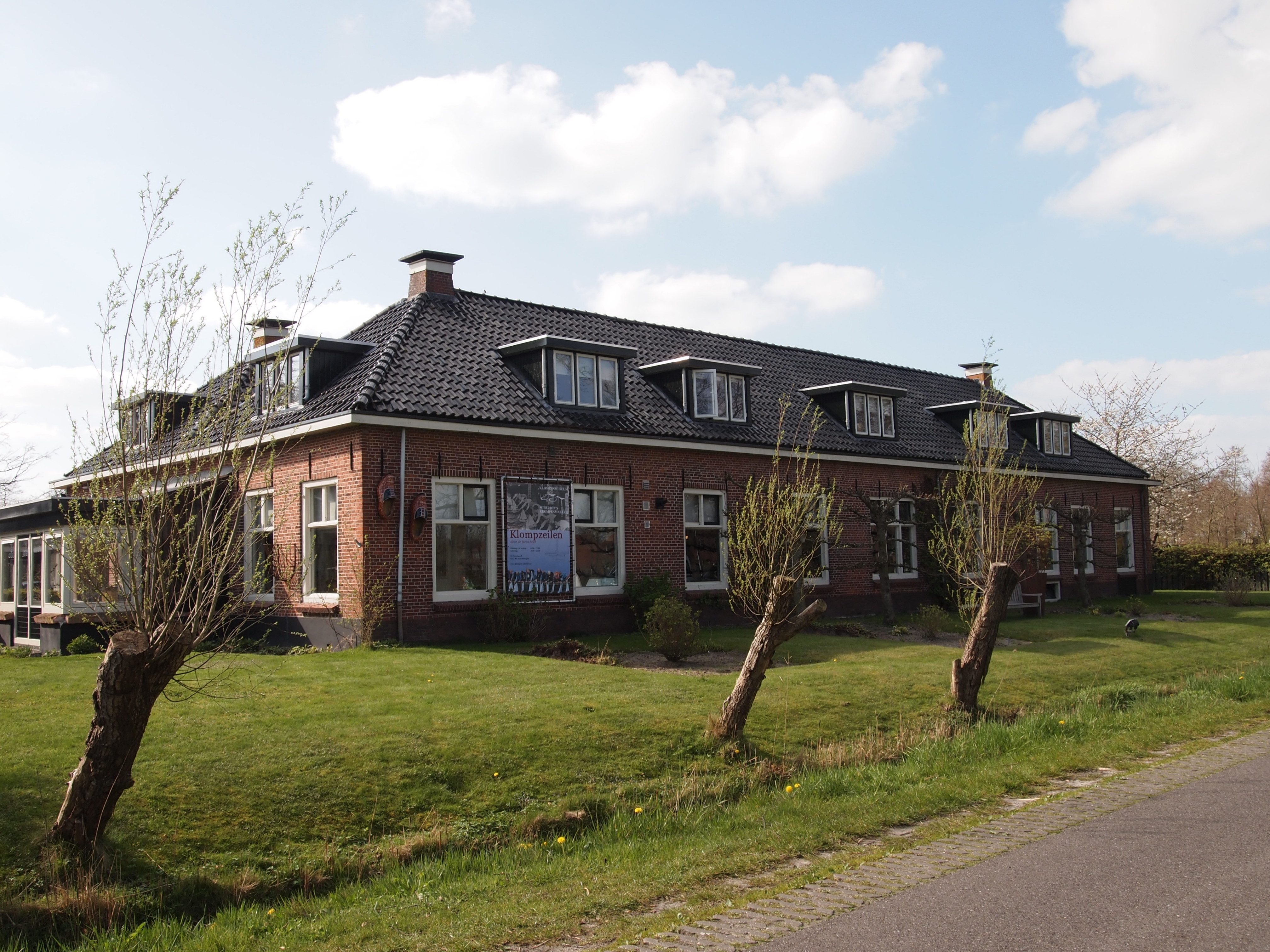
Музей клогів
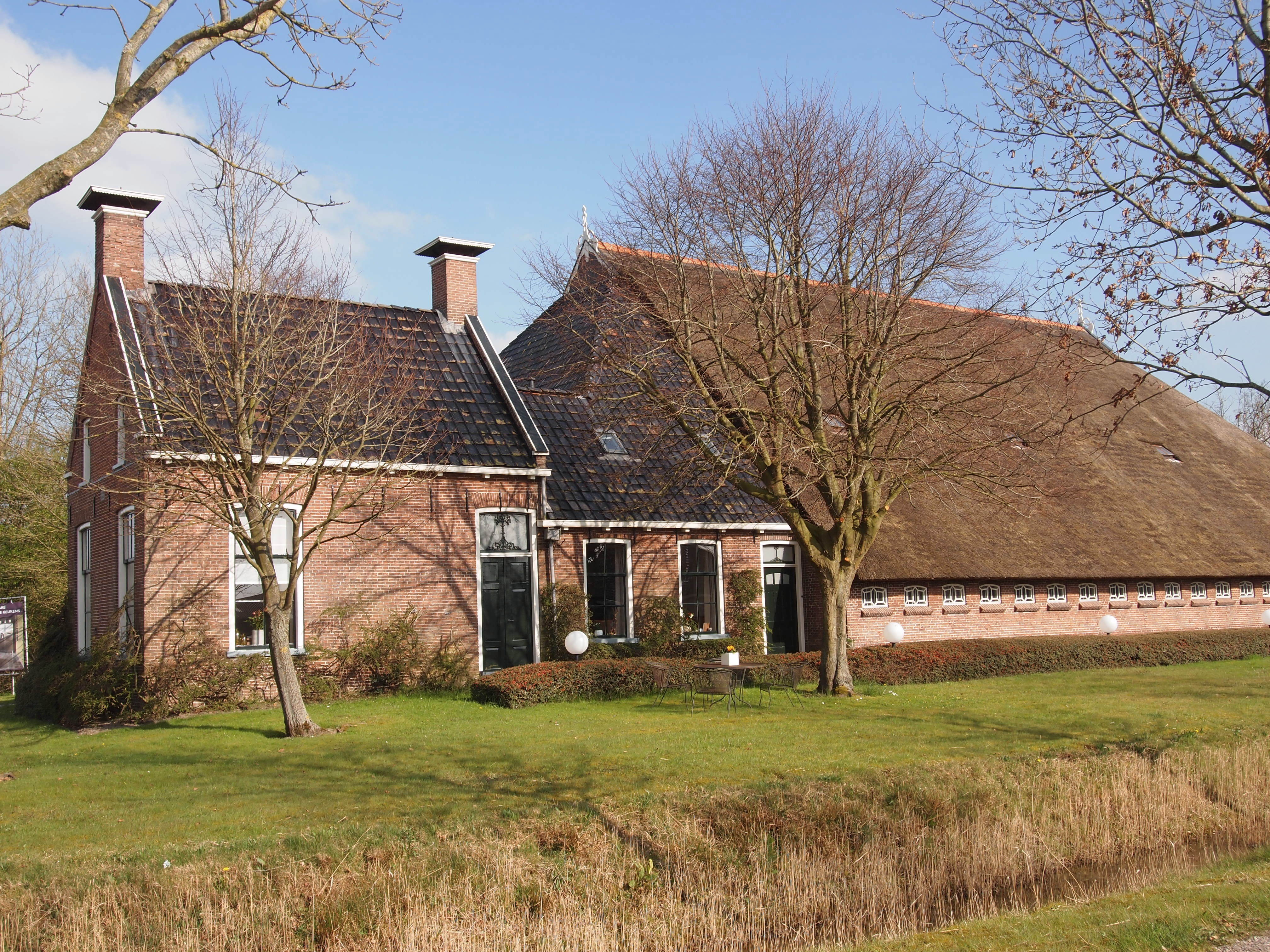
Ферма у селі